# Helmut E. Freitag
Helmut E. Freitag (1932) es un botánico, y curador alemán, en la Universidad de Kassel: poseyendo colecciones del oeste y centro de Asia, especialmente de Afganistán, Irán, Pakistán, Kazajistán, Uzbekistán; y del Mediterráneo, especialmente España, Francia.

## Honores

### Epónimos
- (Apiaceae) Bupleurum freitagii Rech.f.[3]
- (Asteraceae) Anthemis freitagii Iranshahr[4]
- (Chenopodiaceae) Salicornia freitagii Yaprak & Yurdak.[5]
- (Chenopodiaceae) Sarcocornia freitagii S.Steffen, Mucina & G.Kadereit[6]
- (Lamiaceae) Phlomoides freitagii (Rech.f.) Kamelin & Makhm.[7]
- (Leguminosae) Astragalus freitagii I.Deml[8]
- (Primulaceae) Dionysia freitagii (Wendelbo[9]
- (Rosaceae) Rosa freitagii (J.Zieliński[10]

- La abreviatura «Freitag» se emplea para indicar a Helmut E. Freitag como autoridad en la descripción y clasificación científica de los vegetales.[11]